# Cyphia mazoensis
Cyphia mazoensis är en klockväxtart som beskrevs av Spencer Le Marchant Moore. Cyphia mazoensis ingår i släktet Cyphia, och familjen klockväxter. Inga underarter finns listade i Catalogue of Life.